# ناحیه چاپین، میشیگان
ناحیه چاپین (به انگلیسی: Chapin Township) یک منطقهٔ مسکونی در ایالات متحده آمریکا است که در شهرستان سگینا، میشیگان واقع شده‌است.
 ناحیه چاپین ۶۳٫۹ کیلومتر مربع مساحت و ۱٬۰۶۰ نفر جمعیت دارد و ۱۹۸ متر بالاتر از سطح دریا واقع شده‌است.